# UFO (группа)
UFO (МФА: [ju:ˌeˈfəʊ]) — британская рок-группа, образованная в 1968 году. Внесла существенный вклад в формирование стиля «хеви-метал» и оказала большое влияние на становление многих классических метал-групп (Iron Maiden, Metallica, Megadeth и др.).
За более чем сорокалетнюю историю группа пережила несколько распадов и многочисленные изменения в составе. Единственным неизменным участником группы и автором большинства текстов является вокалист Фил Могг, который в мае 2018 года заявлял, что уйдёт из UFO после последнего турне в её составе в 2019 году. Однако их прощальный тур должен был завершиться в 2022 году, но был отменён из-за проблем со здоровьем Могга.  В апреле 2024 года Могг подтвердил третье расформирование UFO.

## История

### Формирование и первые альбомы
UFO берёт своё начало из группы The Boyfriends, сформированной в Лондоне Миком Болтоном (гитара), Питом Уэем (бас-гитара) и Тиком Торрацо (ударные). Группа несколько раз меняла названия, в числе которых Hocus Pocus, The Good the Bad and the Ugly и Acid. Вскоре Торрацо был заменён Колином Тёрнером, также к группе присоединился вокалист Фил Могг. Группа берёт название UFO в честь одноимённого лондонского клуба. Ещё до своего первого выступления Тёрнера заменил Энди Паркер. Таким образом сформировался первый устойчивый состав группы.
Вскоре им удаётся подписать контракт с лейблом Beacon Records. Энди Паркеру приходится ждать наступления совершеннолетия, чтобы подписать контракт, так как его родители отказывались сделать это.
В октябре 1970 года выходит дебютный альбом группы под названием UFO 1. Музыка в альбоме представляла собой хард-рок, с влиянием ритм-н-блюза, спейс-рока и психоделии. Альбом пользовался популярностью в Японии, однако в Великобритании и США прошёл незамеченным. В октябре 1971 года выходит второй альбом группы, UFO 2: Flying. Альбом содержит две продолжительные композиции: Star Storm (18:54) и Flying (26:30). Стиль музыки остаётся прежним. Как и предыдущий релиз, UFO 2: Flying пользуется популярностью в Японии, Франции и Германии, и проходит незамеченно в остальном мире. Единственный сингл альбома, «Prince Kajuku» занимает 26 место в немецком чарте.
В 1972 году группа записывает свой первый концертный альбом Live, который выходит только в Японии.

### Смена гитариста и переход к хард-року
В феврале 1972 года из группы уходит гитарист Мик Болтон. Вместо него в группу приходит Ларри Уоллис, который провёл всего 9 месяцев и покинул UFO из-за конфликта с Филом Моггом.
Следующим гитаристом становится Берни Марсден. Группа подписывает контракт с лейблом Chrysalis и их менеджером становится Уилф Райт, один из директоров компании. Летом 1973 года во время тура по Германии UFO встречаются с группой Scorpions, в которой они замечают молодого гитариста Михаэля Шенкера. Его игра производит на них впечатление, и они предлагают ему перейти в UFO. Шенкер принимает их предложение. Михаэль в конечном итоге оказался именно тем, что было нужно группе: изысканный мелодизм, виртуозные соло, а также стиль игры на гитаре, сочетающий сложные гаммы со страстью блюза. С Шенкером группа создала свой уникальный рок-стиль: тяжёлый, но при этом мелодичный и песенный.
Вскоре группа начинает записываться с продюсером Лео Лайонсом, бывшим бас-гитаристом Ten Years After. Результатом их совместной деятельности становится альбом Phenomenon, выпущенный в мае 1974 года. Музыка представляет собой жёсткий хард-рок с запоминающимися гитарными соло Шенкера. Однако, как и предыдущие альбомы группы, альбом не попадает в чарты. Для тура в поддержку альбома группа приглашает ещё одного гитариста Пола Чепмена. Однако по окончании гастролей в январе 1975 он уходит.

### Международный успех
UFO начинают запись нового альбома, с прежним продюсером Лео Лайонсом. И в июле 1975 выходит альбом Force It. На нём группа впервые использует клавишные, на которых играет ещё один участник Ten Years After Чик Черчилль. Force It становится первым альбомом UFO попавшим в американский чарт; он занимает 71 место. Для следующего концертного тура группа вновь расширяется до квинтета. Пятым участником становится клавишник Дэнни Пейронел, пришедший из Heavy Metal Kids. В мае 1976 выходит пятый альбом группы No Heavy Petting, который однако не имеет такого успеха в чартах, как предыдущий альбом, и занимает 169 место в американском чарте.
Вскоре происходит очередное изменение в составе группы. Вместо Дэнни Пейронела клавишником становится Пол Реймонд, пришедший в UFO из Savoy Brown. Кроме того, он также играет на ритм-гитаре. Для записи следующего альбома группа приглашает продюсера Рона Невисона, который ранее работал с The Who, Bad Company и Led Zeppelin. Результатом их совместной работы становится альбом Lights Out, который увидел свет в мае 1977. Альбом занимает 23 место в американском и 54 место в британском чартах. Однако во время американского тура в поддержку альбома неожиданно исчезает гитарист Михаэль Шенкер. Как выяснилось позже, это произошло из-за возрастающих проблем с алкоголем и наркотиками.
«Моей проблемой были панические атаки», — говорит гитарист. «И это всегда заканчивалось проблемой выпивки. Но настоящая проблема заключалась в том, что когда Lights Out стал успешным, это поставило меня в место, в котором я не хотел быть. Так что я все продал и сбежал».
Чтобы продолжить тур UFO в срочном порядке приглашают Пола Чепмена, ранее уже работавшего с группой. Чепмен играет до возвращения Шенкера в группу в октябре 1977.
Следующим альбомом группы становится Obsession, выпущенный в июне 1978. Альбом повторяет успех Lights Out, занимая 41 место в США и 26 в Великобритании. Некоторые критики считают Lights Out и Obsession лучшими альбомами UFO.
Однако в ноябре 1978 Шенкер вновь покидает группу. Называют несколько причин его ухода, в том числе напряжённый гастрольный график, проблемы с алкоголем и наркотиками и конфликт с вокалистом Филом Моггом. Шенкер уходит незадолго до выхода двойного концертного альбома Strangers in the Night, который занимает 7 место в Великобритании и 42 место в США. Альбом считается одним из величайших концертных альбомов рока. Сам Михаэль Шенкер уклончиво отвечает на вопрос о причинах своего ухода из группы:

«Во время Strangers in the Night я знал, что дошел до конца главы, и пришло время начать следующую, которая заключалась в том, чтобы продолжать экспериментировать с музыкой, а не быть частью машины».
Оригинальный текст (англ.)At the time of Strangers in the Night, I knew I had reached the end of a chapter, and it was time for me to start the next one, which was to carry on experimenting with music rather than being part of a machine.

### Эра Пола Чепмена и распад
На место Шенкера вновь приходит Пол Чепмен. Однако не все были уверены, что он сможет заменить Михаэля. В частности Пол Реймонд не считал Чепмена достойной заменой и предлагал менеджеру группы Уилфу Райту найти кого-нибудь получше. Реймонд был ещё больше разочарован, когда узнал о том, что Эдди ван Хален хотел прийти на замену Шенкеру, однако отказался от этой затеи, посчитав себя недостаточно хорошим.
Группа начинает запись нового альбома. Продюсером становится Джордж Мартин, получивший известность, как продюсер The Beatles. Впоследствии и он и группа заявляли, что остались недовольными своей совместной работой. Альбом No Place to Run, вышедший в январе 1980, получился более мягким по звучанию, по сравнению с предыдущими работами группы. Тем не менее, сингл «Young Blood» занял 36 место в Великобритании, а сам альбом добрался до 11 строчки. В США альбом занял 51 место.
Вскоре после окончания тура в поддержку альбома группу ждёт очередное изменение. UFO решает покинуть ритм-гитарист и клавишник Пол Реймонд. По его словам это было вызвано различием музыкальных взглядов между ним и остальной группой. По предложению Пола Чепмена на место Реймонда приходит Джон Сломан, когда-то игравший вместе с Чепменом в группе Lone Star, а незадолго до этого покинувший Uriah Heep. Однако Сломан провёл с группой всего пару месяцев и был заменён Нилом Картером, игравшим до этого в Wild Horses. В августе 1980 группа выступает хедлайнерами на фестивале в Рединге.
В январе 1981 выходит альбом The Wild, the Willing and the Innocent. На этот раз продюсерами альбома становятся сами музыканты. Некоторые из клавишных партий в альбоме были записаны Джоном Сломаном, хотя это и не было указано. Альбом несколько отличается от предыдущих релизов, в частности в песне «Lonely Heart» звучит саксофон, на котором играет Картер, а в текстах чувствуется влияние Брюса Спрингстина. Да и само название альбома созвучно с The Wild, the Innocent & the E Street Shuffle, альбомом Спрингстина 1973 года. Несмотря на это The Wild, the Willing and the Innocent пользуется популярностью и занимает 19 место в Великобритании.
Более чем через год, в феврале 1982 выходит альбом Mechanix. Продюсером альбома становится Гари Лайонз. Альбом занимает 8 место в британском чарте, однако музыканты остаются недовольны записью.
На музыкантах начинает сказываться напряжённый гастрольный график и увлечение алкоголем и наркотиками. Кроме того UFO решает покинуть один из основателей бас-гитарист Пит Уэй. Уэй был разочарован альбомом Mechanix, кроме того ему не нравилось большое количество клавишных.
Making Contact выходит в феврале 1983. Партии бас гитары в альбоме сыграли Нил Картер и Пол Чепмен. Группа отправляется в тур с Билли Шихэном на бас-гитаре. Однако с самого начала тура возникают проблемы. Музыканты пытаются избавиться от героиновой зависимости. После одного из концертов в Катовице Чепмен и Могг дерутся между собой. Однако полный провал происходит во время концерта в Афинах. 26 февраля во время исполнения «Too Hot to Handle» у вокалиста Фила Могга происходит нервный срыв и он заплакав покидает сцену. Остальные музыканты пытаются вернуть его и продолжить концерт, но после того, как зрители забрасывают их бутылками, они также уходят со сцены. Группа принимает решение о распаде. В апреле проходит прощальное турне, с Полом Греем в качестве бас-гитариста. Последние два концерта проходят в Hammersmith Odeon, в Лондоне. Записи с этих концертов входят в сборник Headstone — The Best of UFO. После чего пути музыкантов расходятся. Пол Чепмен переезжает во Флориду и создаёт группу DOA, а позднее присоединяется к группе Пита Уэя Waysted. Нил Картер уходит в группу Гари Мура. Энди Паркер присоединяется к Scarlett, а позднее переходит к Уэю и Чепмену в Waysted. Фил Могг переезжает в Лос-Анджелес и проходит прослушивание у Ингви Мальмстина и Джорджа Линча. Там же он знакомится с гитаристом Томми Макклендоном, известным также как Атомик Томми М.

### Возрождение
В декабре 1983 Могг встречает Пола Грэя, который в тот момент играет в группе Sing Sing. Вместе они решают создать новую группу. Изначально они берут название The Great Outdoors. Вскоре Могг приглашает Томми Макклендона и барабанщика Робби Франса. После этого Музыканты решают выступать под названием UFO. Первоначально группа хотела сделать сюрприз для своих фанатов, планируя пригласить для записи клавишных партий Барбару Шенкер, сестру гитариста Михаэля Шенкера. Однако затея не удалась и на место клавишника был приглашён Пол Реймонд. 8 декабря 1984 года группа начинает небольшой 13-дневный тур. А в апреле 1985 года на место барабанщика приходит Джим Симпсон.

### Misdemeanorи последующий тур
Наконец в ноябре 1985 выходит альбом Misdemeanor, который занимает 74-е место в Великобритании и 106-е место в США. Музыка в альбоме значительно изменилась по сравнению с предыдущими альбомами и по своему стилю была ближе к стадионному року 1980-х.
6 марта 1985 года стартует европейский тур в поддержку альбома. Группа выступает в Германии вместе с Accept и Dokken, затем в Швейцарии, Австрии и Венгрии. На концерте в Будапеште они выступают перед публикой в 10 тысяч человек. Тур продолжается в Стокгольме, где UFO играют вместе с Twisted Sister. Заключительные концерты проходят в Германии и Нидерландах. 6 мая 1986 года стартует 10-недельный тур по северной Америке. Во время этого тура UFO сталкиваются с новой проблемой. 19 июля 1986 года за несколько часов до концерта в Финиксе из группы уходит Пол Реймонд. В этот день бас-гитарист Пол Грей исполняет партии клавишных. А для завершения тура группа приглашает Дэвида Якобсена. Реймонд объяснял свой поступок потерей понимания с остальными участниками группы, а также проблемами с алкоголем.
В 1987 году UFO выпускают мини-альбом Ain’t Misbehavin’, который был записан в ходе тура по США. Альбом не пользуется популярностью и не попадает в чарты. Затем начинается чехарда составов. В октябре 1987 уходит Томми Макклендон. На его место приходит Майк Грей. В январе 1988 уходят Пол Грей и Джим Симпсон. На место бас-гитариста возвращается Пит Уэй, а барабанщиком становится Фабио Дел Рио. Затем уходит Майк Грей, вместо него в группу приходят сначала Рик Сэнфорд, а затем Тони Глидуэлл. В декабре 1988 UFO вновь распадается.

### Второе возрождение и реюнион классического состава
В августе 1990 Фил Могг вновь собирает UFO. В состав кроме Могга входят басист Пит Уэй, гитарист Лоуренс Арчер и барабанщик Клайв Эдвардс. 10 марта 1992 года на небольшом независимом лейбле Griffin выходит альбом High Stakes & Dangerous Men. В записи альбома в качестве сессионного музыканты принял участие Дон Эйри. Однако альбом проходит незамеченным и в чарты не попадает. Для последующего тура в поддержку альбома к группе присоединяется пятый участник, клавишник Джем Дэвис. В том же году группа выпускает концертный альбом Lights Out in Tokyo, который был записан 20 июня 1992. В ходе гастролей группа также выступила и в Санкт-Петербурге, где произошёл неприятный инцидент. Фил Могг упал со сцены и сломал себе ногу.
В июле 1993 происходит реюнион классического состава UFO конца 70-х годов, Могг-Шенкер-Уэй-Реймонд-Паркер. Первоначально Могг планировал пригласить Пола Чепмена для записи нового альбома, но его участие оказалось под вопросом. После этого Могг встретил Михаэля Шенкера, который предложил вместе записать новый альбом, после чего было решено пригласить и остальных участников классического состава. Кроме того было подписано соглашение, согласно которому группа имеет право записывать альбомы и гастролировать под названием UFO, только если в группе играют Фил Могг и Михаэль Шенкер.
Группа начинает запись нового альбома с продюсером Роном Невисоном, с которым были записаны их лучшие альбомы Lights Out, Obsession и Strangers in the Night. Наконец в апреле 1995 выходит альбом Walk on Water. Кроме оригинальных песен альбом содержит перезаписанные версии классики UFO «Doctor Doctor» и «Lights Out». Однако единственным успехом альбома становится 17 место в японском чарте. Ни в Великобритании ни в США Walk on Water в чарты не попадает. Вскоре из группы уходит Энди Паркер, которому по наследству достаётся бизнес своего отца, что вынуждает его уйти из музыки. На его место приходит Саймон Райт, выступавший ранее в AC/DC и Dio.

### Неспокойные времена
В октябре 1995 незадолго до окончания тура уходит Михаэль Шенкер. Из-за юридических обязательств остальные музыканты не могут продолжать выступления и группа временно прекращает существование. Фил Могг и Пит Уэй объединившись с гитаристом Джорджем Белласом, барабанщиком Эйнсли Данбаром и клавишником Мэттом Гиллори выпускают альбом Edge of the World под вывеской Mogg/Way.
Шенкер возвращается в 1997 году и группа продолжает выступления в том же составе. Но вскоре происходят новые неприятности. 24 апреля 1998 года во время концерта в городе Осака, Шенкер разбивает свою гитару и уходит со сцены, сказав, что не может больше играть. Группе приходится вернуть зрителям деньги за билеты. Пол Реймонд называет поступок Шенкера непростительным и непрофессиональным, и считает, что он нанёс большой ущерб репутации группы. Также он отказывается выступать вместе с Шенкером в будущем.
Группа вновь берёт перерыв. 21 сентября 1999 года Mogg/Way выпускают ещё один альбом Chocolate Box. Новое тысячелетие начинается с возвращения Михаэля Шенкера. Группа сокращается до квартета, а барабанщиком становится уже игравший с Моггом и Уэем Эйнсли Данбар. UFO начинают записывать очередной альбом. В качестве продюсера с группой работает Майк Варни, известный по своей работе с множеством разнообразных групп. Альбом, получивший название Covenant, выходит в июле 2000 года, на лейбле Shrapnel Records. Но, как и альбом Walk on Water, он попадает только в японский чарт и добирается в нём до 60 места. Перед последующим туром Данбара меняет Джефф Мартин, а ритм-гитарист и клавишник Луис Малдонадо становится пятым участником.
20 августа 2002 года на лейбле Shrapnel Records, выходит альбом Sharks. Как и его предшественник, альбом спродюсировал Майк Варни. В январе 2003, во время гастролей в поддержку альбома происходит очередной неприятный инцидент, связанный с Шенкером. На этот раз гитарист срывает выступление группы в Манчестере.
В этот раз он покидает группу навсегда и отказывается от всех юридических прав на название.

### Новый гитарист — Винни Мур
18 июля 2003 года UFO объявляют имя нового гитариста, им становится американец Винни Мур. В группу возвращается Пол Реймонд, а барабанщиком становится Джейсон Бонэм. Музыканты начинают запись альбома с продюсером Томми Ньютоном. Семнадцатый студийный альбом группы, названный You Are Here, вышел в свет 16 марта 2004 года, на немецком независимом лейбле Steamhammer. Альбом, как и предыдущие релизы не попадает в британские и американские чарты.
29 сентября 2005 года в группу возвращается один из её основателей, барабанщик Энди Паркер. Таким образом в составе UFO играют четверо из пяти музыкантов классического состава конца 1970-х годов. В ноябре 2005 года выходит концертный альбом Showtime, выпущенный в двух вариантах: 2 CD и 2 DVD. Альбом запечатлел выступление группы в немецком городе Вильгельмсхафен 13 мая 2005 года.
В сентябре 2006 выходит очередной альбом группы под названием The Monkey Puzzle. Стиль музыки в альбоме претерпел некоторые изменения по сравнению с предыдущими записями. Так, кроме типичной для UFO смеси хард-рока и хеви-метала, в альбоме есть также элементы блюз-рока. Оставшуюся часть года группа проводит в туре в поддержку нового альбома. В начале следующего года случается неприятность с Энди Паркером, который поскользнулся и сломал лодыжку. Поэтому в начале тура, который стартовал 1 марта 2007 года Паркера подменял старый знакомый группы Саймон Райт. В ходе данных гастролей группа посещает Россию, дав концерты в Калининграде, Москве, Екатеринбурге, Уфе, Волгограде и Санкт-Петербурге.
В марте 2008 года из-за проблем с визой Пит Уэй не может участвовать в туре UFO по США, поэтому его временно подменяет Роб де Люка. А 2 февраля 2009 года UFO официально сообщают об уходе Пита Уэя, который испытывает проблемы со здоровьем. Поэтому в следующем альбоме группы The Visitor партии бас-гитары исполняет Питер Пихль. The Visitor становится первым альбом UFO, со времён альбома Misdemeanor, попавшим в британский чарт. Он достигает 99 места. После ухода Пита Уэя UFO так и не принимают в состав постоянного басиста. В студии с группой работают Питер Пихль и Ларс Леманн, а на концертах Роб де Люка и Барри Спаркс.
В августе 2010 года выходит сборник The Best of Decade, в который включены песни из альбомов You Are Here, Showtime, The Monkey Puzzle и The Visitor.
Двадцатый студийный альбом UFO Seven Deadly вышел в феврале 2012 года. Альбом добрался до 63 места в британском чарте.
В 2015 году вышел альбом A Conspiracy Of Stars, который занял 50-е место в британском чарте.
10 сентября 2016 года гитарист Винни Мур в Facebook анонсировал новый альбом UFO. Альбом The Salentino Cuts был выпущен 29 сентября 2017 года.

### 50-летний юбилейный тур и выход на пенсию
В мае 2018 года вокалист Фил Могг сказал, что 50-й юбилейный тур UFO в 2019 году станет для него последним в качестве фронтмена группы, после которого она может распасться либо найти ему замену. Могг объяснил: «Это решение давно назревало. Я рассматривал варианты ухода после последних двух турне. Я не хочу называть этот тур прощальным, так как ненавижу это слово, но эти выступления станут для меня последними в составе команды». Он добавил, что «выбрал правильное время для этого», и что «это будет последние выступления в Великобритании и мы отыграем ещё ряд концертов в других странах, там, где нас всегда тепло принимали. Но за пределами Великобритании тур будет небольшим». Несмотря на более ранние сообщения о том, что Могг намеревался покинуть группу в 2019 году, группа планировала возобновить гастрольную деятельность в 2022 году, которая была перенесена годом ранее из-за пандемии COVID-19.
13 апреля 2019 года от сердечного приступа скончался давний клавишник и гитарист Пол Реймонд в возрасте 73 лет. Спустя две недели было объявлено, что изначально заменявший Реймонда Нил Картер присоединится к UFO до конца прощального тура. Бывший гитарист Пол Чепмен скончался 9 июня 2020 года на свой 66-й день рождения. Два месяца спустя оригинальный бас-гитарист Пит Уэй умер от опасных для жизни травм в возрасте 69 лет, оставив таким образом Могга и барабанщика Энди Паркера единственными оставшимися в живых из состава, записавшего No Place to Run.
Группа должна была возобновить гастрольную деятельность летом и осенью 2022 года, которая была перенесена с года ранее из-за пандемии COVID-19. Последний в истории концерт UFO должен был состояться 29 октября 2022 года в Афинах, Греция, где группа дала первое выступление с нынешним гитаристом Винни Муром восемнадцатью годами ранее. Однако в конце августа 2022 года у Фила случился сердечный приступ. 1 сентября 2022 года врачи объявили Филу строгий запрет на выступления после того, как в предыдущие дни они провели несколько подробных обследований до дальнейшего уведомления, в результате чего прощальный тур, который должен был пройти по Европе в октябре 2022 года, был отменён.
Отвечая на вопрос Ultimate Classic Rock в апреле 2024 года о будущем UFO, Могг сказал: «Думаю, мы пришли к завершению. Мы отыграли последний тур по Великобритании в 2019 году, как раз перед COVID. Так что это был своего рода конец, и время было подходящее».

## Влияние
UFO, благодаря своему меняющемуся образу, стала одной из самых популярных и влиятельных тяжёлых групп в Европе на протяжении 1970-х годов, в конечном итоге оказав значительное влияние на группы Новой волны британского хэви-метала, зародившейся в начале 1980-х. По мнению Дэвида Фрике из журнала Rolling Stone, альбомы UFO середины 1970-х годов «стали священным текстом для парней в спандексе, которые только начинали свой путь, включая Def Leppard, Iron Maiden и Guns n' Roses».
UFO оказала влияние на следующие группы:
- Metallica
- Iron Maiden[44]
- Judas Priest
- Def Leppard
- Dio
- Scorpions
- Guns N' Roses
- Megadeth
- Slayer[45]
- Testament[46][47]
- Anthrax
- Overkill
- Iced Earth
- Anvil
- Saxon
- The Offspring[48]
- Alice in Chains[49]
- Pearl Jam
- Rage Against the Machine
- The Smashing Pumpkins
- Tesla
- Dokken
- Monster Magnet
- Voivod
- Bigelf[англ.]
- Babylon A.D.
- Gun
- Europe

## Состав
Полную хронологию см. в английском разделе.

### Последний состав
- Фил Могг (Phil Mogg) — ведущий вокал (1969—1983, 1984—1989, 1991—2024)
- Энди Паркер (Andy Parker) — ударные, бэк-вокал (1969—1983, 1988—1989, 1993—1995, 2005—2024)
- Нил Картер (Neil Carter) — клавишные, ритм-гитара (1980—1983, 2019—2024)
- Винни Мур (Vinnie Moore) — соло-гитара, ритм-гитара (2003—2024)
- Роб де Люка (Rob de Luca) — бас-гитара, бэк-вокал (2008—2024)

### Бывшие участники
- Пит Уэй (Pete Way) — бас-гитара (1969—1982, 1988—1989, 1991—2008; умер в 2020 году)
- Тик Тораццо (Tik Torazzo)  — ударные (1968)
- Колин Тёрнер (Colin Turne)  — ударные (1969)
- Мик Болтон (Mick Bolton) — соло и ритм-гитара (1969—1972)
- Колин Тёрнер (Colin Turner) — ударные (1969)
- Ларри Уоллис (Larry Wallis) — соло и ритм-гитара (1972; умер в 2019)
- Берни Марсден (Bernie Marsden) — соло и ритм-гитара (1972—1973)
- Михаэль Шенкер (Michael Schenker) — соло-гитара, ритм-гитара (1973—1978, 1993—1995, 1997—1998, 2000—2003)
- Пол Чепмен (Paul Chapman) — ритм-гитара (1974—1975, 1978—1980), соло-гитара (1978—1983), бас-гитара (1982—1983)
- Дэнни Пейронел (Danny Peyronel) — клавишные, бэк-вокал (1975—1976)
- Пол Реймонд (Paul Raymond) — клавишные, ритм-гитара, бэк-вокал, соло-гитара (1976—1980, 1984—1986, 1993—1999, 2003—2019; умер в 2019 году)
- Пол Грей (Paul Gray) — бас-гитара (1983, 1984—1987)
- Томми МакКлендон (Tommy McClendon, также известен под псевдонимом Atomik Tommy M) — соло-гитара, бэк-вокал, ритм-гитара (1984—1987)
- Робби Франс (Robbie France) — ударные (1984—1985; умер в 2012)
- Джим Симпсон (Jim Simpson) — ударные, бэк-вокал (1985—1987)
- Майк Грей (Myke Gray) — гитара (1987)

|
- Рик Сэнфорд (Rik Sanford) — соло и ритм-гитара (1988)
- Тони Глидуэлл (Tony Glidewell) — соло и ритм-гитара (1988)
- Фабио Дел Рио (Fabio Del Rio) — ударные (1988)
- Эрик Гаманс (Erik Gamans) — соло и ритм-гитара (1988—1989)
- Лоуренс Арчер (Laurence Archer) — соло и ритм-гитара, бэк-вокал (1991—1995)
- Джэм Дэвис (Jem Davis) — клавишные (1991—1993)
- Клайв Эдвардс (Clive Edwards) — ударные (1991—1993)
- Саймон Райт (Simon Wright) — ударные (1995—1996, 1997—1999)
- Энсли Данбар (Aynsley Dunbar) — ударные (1997, 2000, 2001—2004)
- Джейсон Бонем (Jason Bonham) — ударные, бэк-вокал (2004—2005)

### Сессионные/Концертные музыканты
- Чик Черчилл  (Chick Churchill) — клавишные (1975)
- Джон Сломан (John Sloman) — клавишные (1980)
- Пол Бакмастер (Paul Buckmaster) — оркестровые аранжировки, дирижёр оркестра (1980)
- Билли Шихэн (Billy Sheehan) — бас-гитара (1983)
- Дэвид Якобсен (David Jacobsen) — клавишные, бэк-вокал (1986)
- Дон Эйри (Don Airey) — клавишные, бэк-вокал (1991)
- Терри Рид (Terry Reid) — бэк-вокал  (1991)
- Стиви Ландж (Stevie Lange) — бэк-вокал  (1991)
- Марк Филлипс (Mark Philips) — бэк-вокал  (1995)
- Джесси Брэдман (	Jesse Bradman) — бэк-вокал  (2000, 2002)
- Кевин Карлсон (Kevin Carlson) — клавишные (2000, 2002)
- Джефф Мартин (Jeff Martin) — ударные, бэк-вокал (2000)
- Луис Мальдонадо (Luis Maldonado) — клавишные, ритм и соло-гитара, бэк-вокал (2000)
- Барри Спаркс (Barry Sparks) — бас-гитара (2001, 2004)
- Джефф Коллманн (Jeff Kollmann) —  бас-гитара (2005)
- Питре Пичл (Peter Pichl) —  бас-гитара (2009)
- Ларс Лехманн (Lars Lehmann) — бас-гитара (2012)

## Дискография
- UFO 1 (1970)
- UFO 2: Flying (1971)
- Phenomenon (1974)
- Force It (1975)
- No Heavy Petting (1976)
- Lights Out (1977)
- Obsession (1978)
- No Place to Run (1980)
- The Wild, the Willing and the Innocent (1981)
- Mechanix (1982)
- Making Contact (1983)
- Misdemeanor (1985)
- Ain't Misbehavin' (1988)
- High Stakes & Dangerous Men (1992)
- Walk on Water (1995)
- Covenant (2000)
- Sharks (2002)
- You Are Here (2004)
- The Monkey Puzzle (2006)
- The Visitor (2009)
- Seven Deadly (2012)
- A Conspiracy of Stars (2015)
- Salentino Cuts (2017)